# 일본 제국 육군의 1941년 12월 전투 서열
다음은 1941년 12월 당시 일본 제국 육군의 전투 서열 목록이다.

## 대본영 직할
- 방위총사령부, 내지의 군에 대한 행정관리만 담당. 작전통제는 대본영.
- 난카이 지대(영어판)
- 제1비행집단
- 제4사단

## 동부군
- 제52사단
- 위수 근위사단
- 위수 제2사단
- 위수 제51사단
- 제61독립보병단
- 제62독립보병단
- 동부군 포병대
- 동부군 방공여단
- 도쿄항 요새
- 지치지마 요새

## 중부군
- 제53사단
- 제54사단
- 위수 제3사단
- 위수 제4사단
- 제63독립보병단
- 제64독립보병단
- 중부방공여단

## 서부군
- 위수 제5사단
- 위수 제6사단
- 위수 제55사단
- 위수 제56사단
- 제66독립보병단
- 위수 제65독립보병단
- 서부군 포병대
- 서부방공여단
- 시모노세키 요새
- 쓰시마 요새
- 이키노 요새
- 아마미오시마 요새
- 나카구스쿠항 임시요새
- 후나우키 요새

## 북부군
- 제7사단
- 위수 제57사단
- 가라후토 혼성여단
- 제67독립보병단
- 기타치도리 요새
- 소야 요새
- 쓰가루 요새

## 조선군
- 제19사단
- 제20사단
- 위수 제19사단
- 위수 제20사단
- 여수 요새
- 라진 요새
- 영흥항 요새
- 진해항 요새

## 대만군
- 제48사단 보충부대
- 펑후섬 요새
- 지룽 요새
- 가오슝 요새

## 관동군
- 제10사단
- 제28사단
- 관동군 수비대
- 관동군 주둔대
- 여순 요새

### 제3군
- 제3사단
- 제9사단
- 제12사단
- 제57사단
- 제4독립수비대
- 제1국경수비대
- 제1전차단

### 제4군
- 제1사단
- 제8독립수비대
- 제5국경수비대
- 제6국경수비대
- 제7국경수비대
- 제13국경수비대

### 제5군
- 제11사단
- 제24사단
- 제6독립수비대
- 제4국경수비대
- 제12국경수비대
- 제2전차단
- 기병 제3여단
- 제1공병대

### 제6군
- 제14사단
- 제23사단
- 제8국경수비대

### 제20군
- 제8사단
- 제25사단
- 제2국경수비대
- 제3국경수비대
- 제10국경수비대
- 제11국경수비대

### 관동방위군
- 제1독립수비대
- 제2독립수비대
- 제3독립수비대
- 제5독립수비대
- 제9독립수비대

### 항공병단
- 제2비행집단
- 제9비행단
- 제13비행단
- 햐쿠조시 육군비행학교 교도비행단

## 지나파견군
- 제1비행단

### 북지나방면군
- 제27사단
- 제35사단
- 제110사단
- 독립혼성 제1여단
- 독립혼성 제7여단
- 독립혼성 제8여단
- 독립혼성 제15여단

#### 제1군
- 제36사단
- 제37사단
- 제41사단
- 독립혼성 제3여단
- 독립혼성 제4여단
- 독립혼성 제9여단
- 독립혼성 제16여단

#### 제12군
- 제32사단
- 독립혼성 제5여단
- 독립혼성 제6여단
- 독립혼성 제10여단

#### 주몽군
- 제26사단
- 독립혼성 제2여단
- 기병집단

### 제11군
- 제3사단
- 제6사단
- 제13사단
- 제34사단
- 제39사단
- 제40사단
- 독립혼성 제14여단
- 독립혼성 제18여단

### 제13군
- 제15사단
- 제17사단
- 제22사단
- 제116사단
- 독립혼성 제11여단
- 독립혼성 제12여단
- 독립혼성 제13여단
- 독립혼성 제17여단
- 독립혼성 제20여단

### 제23군
- 제38사단
- 제51사단
- 제104사단
- 독립혼성 제19여단
- 제1포병대

## 남방군
- 제21사단
- 독립혼성 제21여단
- 제3비행집단
- 제5비행집단

### 제14군
- 제16사단
- 제48사단
- 제65사단

### 제15군
- 제33사단
- 제55사단, 일부 부대가 없음

### 제16군
- 제2사단
- 독립혼성 제56여단

### 제25군
- 근위사단
- 제5사단
- 제18사단
- 제56사단
- 제3전차단
- 제17야전방공대

## 참고
- “日米交渉当時の日本陸군の部隊編成: 〈日本陸군の主要な部隊の編成：昭和１６年（１９４１年）１２月現在 〉”. 東京都文京区: アジア歴史資料センター. 2005.